# Ambatomainty
Pour les articles homonymes, voir Amy.
Ambatomainty est une commune urbaine de Madagascar, chef-lieu du district éponyme, située dans la région de Melaky et dans la province de Majunga.

## Économie
Les principales cultures sont principalement le riz, le maïs et le manioc.